# CR Ferreira de Aves
El CR Ferreira de Aves es un equipo de fútbol de Portugal que juega en el Campeonato de Portugal,la cuarta división nacional.

## Historia
Fue fundado el 7 de septiembre de 1958 en la localidad de Ferreira de Aves del distrito de Vizeu y en su historial estuvieron a escala regional en casi todo el tiempo a excepción de la temporada 2020/21 donde por primera vez jugarán en una liga nacional tras obtener el ascenso al Campeonato de Portugal, así como su primera aparición en la Copa de Portugal donde fue eliminado en la segunda ronda por el Académico de Vizeu por marcador de 0-1.

## Palmarés
- Liga Regional de Vizeu: 1

2016/17
- Copa de Vizeu: 3

1989/90, 1997/98, 2016/17
- Supercopa de Vizeu: 1

2017
- Copa Amistad Coimbra/Vizeu: 1

2017/18